# The Wheel of Life
Pour plus de détails, voir Fiche technique et Distribution.
The Wheel of Life est un film muet américain réalisé par Wallace Reid et sorti en 1914.

## Fiche technique
- Titre : The Wheel of Life
- Réalisation : Wallace Reid
- Scénario : d'après une pièce de James B. Fagan
- Photographie :
- Montage :
- Producteur :
- Société de production : Nestor Film Company
- Société de distribution : Universal Film Manufacturing Company
- Pays d'origine :  États-Unis
- Langue : film muet avec les intertitres en anglais
- Format : Noir et blanc — 35 mm — 1,33:1 — Muet
- Genre : Film dramatique
- Durée : 10 minutes
- Dates de sortie : 
  -  États-Unis : 28 janvier 1914

## Distribution
- Wallace Reid : le prospecteur
- Dorothy Davenport : la femme du prospecteur
- Ed Brady : l'étranger
- Frank Borzage :
- Lucile Wilson :
- John G. Blystone :